# Rodolfo Giampaoli
Rodolfo Giampaoli (Pesaro, 30 luglio 1939) è un politico italiano, presidente della Regione Marche dal 1990 al 1993.

## Biografia
Laureatosi in giurisprudenza all'Università di Urbino, è stato assistente di diritto commerciale presso la medesima università per poi rivestire il ruolo di Presidente dei Laureati Cattolici. Aderito alla Democrazia Cristiana, nel 1975 viene eletto consigliere regionale, diventando anche vicepresidente della commissione bilancio. 
Nel 1980 viene poi eletto presidente del consiglio regionale delle Marche, restando in carica fino al 1990, quando viene poi eletto, in consiglio, presidente della Regione. Dopo aver ricoperto la carica fino al 1993, è rimasto consigliere regionale fino al 1995. È stato poi consigliere comunale di Pesaro e consigliere provinciale.